# Mathieu Traoré
Mathieu Traoré (ur. 22 lutego 1972) – burkiński piłkarz grający na pozycji bramkarza. W swojej karierze rozegrał 1 mecz w reprezentacji Burkiny Faso.

## Kariera klubowa
W swojej karierze Traoré grał między innymi w klubie USFA Wagadugu.

## Kariera reprezentacyjna
Swoje jedyne spotkanie w reprezentacji Burkiny Faso Traoré rozegrał w 2000 roku. Był to mecz Pucharu Narodów Afryki 2000 z Senegalem (1:3).